# Gertzlaff von Hertzberg
Gertzlaff Hans Erdmann von Hertzberg (* 1. Dezember 1880 in Lottin, Landkreis Neustettin, in Hinterpommern; † 1. März 1945 in Neustettin) war ein deutscher Verwaltungsjurist und Politiker der Völkischen Bewegung.

## Leben
Gertzlaff entstammte dem pommerschen Adelsgeschlecht Hertzberg und war der dritte Sohn von Ernst von Hertzberg-Lottin, einem Rittergutsbesitzer und preußischen Politiker, und dessen Ehefrau Eva von Busse (* 1856; † 1933). Er besuchte die Fürstin-Hedwig-Schule in Neustettin und machte Ostern 1898 das Abitur.
Er studierte Rechts- und Verwaltungswissenschaften an der Universität Lausanne, der Georg-August-Universität Göttingen und der Universität Greifswald. Von Michaelis 1898 bis Ostern 1900 war er im Corps Saxonia Göttingen aktiv. Am 7. Dezember 1901 legte er das Referendarsexamen ab. Anschließend war er als Referendar am Amtsgericht Tempelburg (Landgericht Köslin) tätig.
1905 trat er in den Staatsdienst des Königreichs Preußen. Am 3. August 1907 wurde er zum Regierungsassessor ernannt. In dieser Funktion war er bis zum 11. Oktober 1910 Vertreter des Landrats im Kreis Hamm. Bis November 1912 war er bei der Regierung in Merseburg tätig.  Seit dem 13. November 1912 kommissarischer Landrat, wurde er am 7. Juli 1913 endgültig zum Landrat des Kreises Neustettin ernannt.
Vom 11. Oktober 1914 bis 1916 nahm Hertzberg am Ersten Weltkrieg teil. Er wurde als Hauptmann d. R. im 2. Garde-Regiment zu Fuß schwer verwundet und erhielt das Eiserne Kreuz 2. und 1. Klasse. Vorübergehend wurde er als Kreishauptmann in Wolkowysk in Weißrussland eingesetzt. 1916 trat er wieder seine Stelle als Landrat von Neustettin an, wo ihn sein Vater kommissarisch vertreten hatte.
Nach eigenen Angaben hatte Hertzberg die Regierung von Maximilian von Baden „als verfassungswidrig abgelehnt“ und sich in der Novemberrevolution geweigert, Verordnungen der Revolutionsregierung auszuführen. Deshalb wurde er als Landrat amtsenthoben und am 13. Mai 1919 in den einstweiligen Ruhestand versetzt.
Hertzberg wurde anschließend zum stellvertretenden Vorstandsvorsitzenden des Verkaufsverbandes Norddeutscher Molkereien eGmbH berufen. Der Verband umfasste 225 Molkereien aus Mecklenburg, Pommern, Ostpreußen, Grenzmark Posen-Westpreußen und Schlesien. Der Umsatz des Verbandes, der 155 eigene Ladengeschäfte in Berlin, Dresden, Breslau und Rostock unterhielt und der Abteilungen in diesen Städten hatte, betrug 1928 rund 65 Millionen Reichsmark. Hertzberg war auch Mitglied des Gesamtausschusses des Reichsverbandes deutscher landwirtschaftlicher Genossenschaften.
Durch seinen Vater, der ein enger Freund von Heinrich Claß und Förderer des Alldeutschen Verbands in Pommern war, kam Hertzberg danach in Verbindung mit den Alldeutschen, wo er sehr bald zum engsten Kreis um Claß gehörte; so wurde er ab Spätsommer 1919 aktiv an dessen Umsturzplänen beteiligt und reiste im August 1919 mit Leopold von Vietinghoff-Scheel (1867–1946) im alldeutschen Auftrag ins Baltikum, um das Verbleiben der dortigen Freikorps zu erreichen. Darüber hinaus gehörte er auch zu den Gründern der Deutschen Zeitung des Alldeutschen Verbands. Er war Stellvertretender Vorsitzender des Aufsichtsrats der Neudeutschen Verlags- und Treuhand-Gesellschaft, die diese Zeitung verlegte.
Im Januar 1920 koordinierte Gertzlaff von Hertzberg mit seinem Vater sowie seinem Bruder Rüdiger von Hertzberg eine völkische Initiative, in deren, von 127 Adligen unterzeichneten Aufruf, für den „bereits stark verjudeten“ pommerschen Adel zur „Reinigung des Adels vom jüdischen Blute“ ein Arierparagraph gefordert wurde, nach dem nur noch Mitglieder aufgenommen werden sollten, die nicht mehr als „⅛ jüdisches Blut“ haben sollten. Zu den Unterzeichnern gehörten neben sieben Hertzbergs unter anderem mehrere Vertreter der Familien Arnim, Blücher, Heydebreck, Kleist und Puttkamer. Einen Monat später, am 14. Februar 1920, veröffentlichte Hertzberg einen Artikel mit dem Titel „Der Bolschewismus vor den Toren!“ im Völkischen Beobachter, worin er die fürchterlichsten Konsequenzen für Deutschland im Falle eines russischen Angriffs auf Polen in Aussicht stellte.
Am 30. April 1920 wurde Hertzberg von Konstantin von Gebsattel zum geschäftsführenden Vorsitzenden des Deutschvölkischen Schutz- und Trutzbundes bestellt. Nachdem der Schutz- und Trutzbund relativ schnell in finanzielle Schwierigkeiten geraten war, stellte Hertzberg im Dezember 1921 der Deutschvölkischen Verlagsanstalt aus alldeutschen Mitteln 50.000 Mark zur Verfügung. Ende desselben Jahres von ihm angestrengte Pläne, im rheinisch-westfälischen Industriegebiet um Kettwig neue Geldmittel aufzutreiben, schlugen fehl.
Trotz seines hohen Amtes hatte Hertzberg im Schutz- und Trutzbund spätestens seit den Entscheidungen vom Deutschen Tag in Weimar vom 1. bis 3. Oktober 1920 nur vergleichsweise geringen Einfluss auf die innere Geschäftsführung. Von seinem Wohnsitz in Berlin war er vom Vorgang der Geschäfte, die in der Regel vom gegen die alldeutsche Dominanz im Schutz- und Trutzbund opponierenden Hauptgeschäftsführer Alfred Roth geführt wurden, nur unzureichend informiert. Seit seiner Amtszeit durch innere persönliche und organisatorische Rivalitäten (die in der gesamten völkischen Bewegung die Regel waren) angegriffen, konnte er das Auseinanderbrechen des Schutz- und Trutzbundes nach der Ermordung Walter Rathenaus und dem folgenden Verbot dieser Organisation in den meisten deutschen Ländern nicht verhindern. Nachdem der Staatsgerichtshof am 19. Januar 1923 die Verbotsbestimmungen auf der Grundlage der Republikschutzgesetze für rechtmäßig erklärt hatte, gründeten Roth und Hertzberg bei einer Versammlung der ehemaligen und noch amtierenden Gauleiter als Ersatzorganisation den Deutschen Befreiungs-Bund, zu dessen alleinigem Leiter Hertzberg ernannt wurde. Roth gründete jedoch wenig später eine eigene Organisation mit demselben Namen und verweigerte Unterordnung oder Zusammenarbeit, worauf Hertzberg den Befreiungs-Bund Roth überließ, sich aber zusammen mit Gebsattel das Verfügungsrecht über die noch bestehenden Ortsgruppen des Schutz- und Trutzbundes vorbehielt. Bis zu seinen letzten Amtshandlungen im Mai 1923 plante Hertzberg noch Ende Februar, die Danziger und österreichischen Mitglieder des Schutz- und Trutzbundes dem Alldeutschen Verband anzugliedern. An der Gründung letzterer war Hertzberg durch seine Vermittlung 1921/22 beteiligt gewesen.
Gebsattel und Hertzberg zogen sich in ihren politischen Aktivitäten auf den Alldeutschen Verband zurück, in dessen Hauptleitung Hertzberg 1924 eintrat und 1929 Gebsattel als stellvertretenden Vorsitzenden ablöste und in dem er bis zu dessen Auflösung 1939 aktiv blieb. Die Angabe von Uwe Lohalm (siehe Literatur), Hertzberg und Gebsattel hätten 1924 die Mitglieder der noch bestehenden Ortsgruppen des Schutz- und Trutzbundes zum Eintritt in die NSDAP aufgefordert, hält Michael Peters für irrig, da der aristokratische Gebsattel nie Mitglied der NS-Massenbewegung gewesen war. Die jüngere Darstellung des Schutz- und Trutzbundes durch Walter Jung folgt dennoch hierin der Darstellung Lohalms.
In einem Rückblick auf das Jahr 1933, den Hertzberg im Dezember in den Alldeutschen Blättern veröffentlichte, begrüßte er die ersten antisemitischen Maßnahmen der neuen, nationalsozialistischen Machthaber:

„Seit Monaten sehen wir zu unserer Freude den rücksichtslosen Kampf der staatlichen Gewalt gegen die Vormacht des Judentums auf allen Lebensgebieten des deutschen Volkes, in der staatlichen Verwaltung, in der Wirtschaft und auf den Gebieten der Kultur. Als der Arierparagraph zur Bereinigung des öffentlichen Lebens kam, da stand vielen braven Leuten der Verstand still vor so unermeßlich Neuem, an das sie noch nie gedacht hatten – und sie hatten doch nur vergessen, daß sie sich schon vor Jahren mit all diesen Fragen gedanklich, zustimmend oder ablehnend, befaßt hatten.“

Um 1940 war Hertzberg neben seinem älteren Bruder Rüdiger stell. Vorsitzender des Geschlechtsverbandes seiner Familie, zudem Rechtsritter des Johanniterordens. Gertzlaff von Hertzberg kam mit seiner 1944 in Breslau angetrauten Frau Leni Reisner, geboren 1874 in Gottesgnaden bei Calbe an der Elbe, beim Einmarsch der Roten Armee in Neustettin ums Leben. Leni von Hertzberg war in erster Ehe, bis zu dessen Tode, mit dem ehemaligen Landrat Karl Schulze-Pelkum liiert.
Hertzbergs 1920 vom Verlag Lehmann in Dresden verlegtes Buch Auf dem Landwege zu Deutschlands Wiederaufbau wurde 1948 in der Sowjetischen Besatzungszone auf die Liste der auszusondernden Literatur gesetzt.
Der Nachlass (Laufzeit 1920 bis 1932) befindet sich im Bundesarchiv Berlin.